# Saint-Samson-la-Poterie
Saint-Samson-la-Poterie là một xã ở tỉnh Oise Hauts-de-France phía bắc Pháp. Xã Saint-Samson-la-Poterie nằm ở khu vực có độ cao trung bình 150 mét trên mực nước biển.